# San Juan de Guanaguanare
Pour les articles homonymes, voir San Juan.
San Juan de Guanaguanare est l'une des cinq divisions territoriales et statistiques dont l'une des quatre paroisses civiles de la municipalité de Guanare dans l'État de Portuguesa au Venezuela. Sa capitale est Mesa de Cavacas.